# Republica Autonomă Sovietică Socialistă Crimeea
Republica Autonomă Sovietică Socialistă Crimeea a fost o republică socialistă sovietică autonomă a RSFS Ruse (1921–1945) și apoi a RSS Ucrainene (1991–1992), situată în Peninsula Crimeea. Unitatea politică a fost succedată de Republica Autonomă Crimeea. Capitala a fost la Simferopol.
A fost creată la 18 octombrie 1921, sub numele de Republica Sovietică Socialistă Autonomă Crimeea a RSFS Ruse. A fost redenumită Republica Socialistă Sovietică Autonomă Crimeea la 5 decembrie 1936 de către Congresul al VIII-lea Extraordinar al Sovietelor din URSS.